# The Prophets of Ignorance
|  | Denne artikel er oprettet af botten Steenthbot ud fra en ekstern database. Den kan derfor have sproglige fejl eller mangler. Denne skabelon kan fjernes efter kontrol af indholdet. |

The Prophets of Ignorance er en dansk spillefilm fra 2016 instrueret af Kasper Juhl.

## Medvirkende
- Isabella Bjørndal, Prophet of Ignorance
- Louise Gammelgaard, Celeste
- Cecilie Josefine Glæsel, Prophet of Ignorance
- Nina Grønbech, Prophet of Ignorance
- Austa Jespersen, Prophet of Ignorance
- Christina Johannsen, Chloë
- Mia Kaveri, Prophet of Ignorance
- Pernille René, Prophet of Ignorance
- Amalie Gissel Sparrebro, Prophet of Ignorance
- Simon Würtz, Man in Car